# Concepción (Antioquia)
Concepción – miasto w Kolumbii, w departamencie Antioquia.